# Acinipe expansa
Acinipe expansa är en insektsart som först beskrevs av Brunner von Wattenwyl 1882.  Acinipe expansa ingår i släktet Acinipe och familjen Pamphagidae. Inga underarter finns listade i Catalogue of Life.